# Нагайбацький район
Нагайба́цький райо́н —  муніципальне утворення в Челябінській області Російської Федерації.
Адміністративний центр - село Фершампенуаз.

## Географія
Нагайбацький муніципальний район межує:
- На заході, північному заході і півночі - Верхньоуральський район,
- На північному сході та сході - Чесменський район,
- На півдні і південному заході - Агаповський район,
- На південному сході і півдні - Карталинський район.

Площа території - 3022 км².

## Історія
Нагайбаки - тюркомовний корінний нечисленний народ Російської Федерації.
У 1736 році за указом імператриці Анни Іоанівни в цілях зміцнення прикордоння з Башкирією на території Південного Зауралля було створено Нагайбацьке козацьке військо, а на річці Ік закладена Нагайбацька фортеця. Туди з Уфимського повіту на службу були зібрані «новохрещені», які переїхали з Татарії і Башкирії з дружинами і дітьми.
Нові козаки, як захисники Вітчизни, брали участь у всіх найбільших битвах XVIII століття, у Вітчизняній війні 1812 року, закордонних походах. На честь перемог російської зброї пізніше на території району з'явилися селища Кассель, Остроленка, Париж, Треббія, Арсі, Куликівський. А районним центром стало село Фершампенуаз, що отримало свою назву в пам'ять про битву під однойменною французьким селищем на річці Марні. Про славні перемоги нагадує срібний меч в центрі герба Нагайбацького району - геральдичний символ влади, мужності, сили.
Зараз у муніципальному районі одне міське і дев'ять сільських поселень.
У свою чергу вони об'єднують 37 населених пунктів, де проживають понад 24 тисяч чоловік. Жителі району спеціалізуються на вирощуванні зерна і молочно-м'ясному скотарстві. Площа угідь - 253,2 тисячі гектарів. Працюють 9 сільськогосподарських підприємств, близько 400 фермерських господарств.
Промисловість представлена видобутком корисних копалин. Основні підприємства: ВАТ «Олександрінська гірничорудна компанія» (розробка мідно-цинкового родовища), ГГПП «Південний рудник» (видобуток п'єзокварцу). Недра району раніше багаті дорогоцінними металами, мінералами та будівельними матеріалами. Розвідані запаси граніту, мармуру, вогнетривкої глини, слюди, піриту, піску, яшми, щебеню і кварцу.
Зараз на території району розташовані 10 середніх, 7 основних і 15 початкових шкіл. Працюють філії Сучасного гуманітарного інституту і Магнітогорського педагогічного університету.
У районі можливий підйом пов'язують з надіями на розвиток туристичного бізнесу. На річці Гумбейці і її притоках виявлено більше 200 стоянок і селищ стародавньої людини, що відносяться до кам'яної доби. Встановлено понад 70 об'єктів савроматсько-сарматської культури VI-V століть до н. е. і гуннского періоду III-IV століть н. е. Особливо добре зберігся один з найбільших курганів Челябінської області під назвою Уба Тау - пам'ятник сарматської культури. За сім кілометрів на південний захід райцентру земля таїть у своїх надрах нерозкриті таємниці бронзової доби. А на тлі археологічних пам'яток в селі Париж підноситься зменшена копія французької Ейфелевої вежі. Здійснюючи стільниковий телефонний зв'язок, вона одночасно привертає увагу приїжджих своєю унікальністю і красою.

## Населення
Населення - 19 211 чол.
Національний склад
Переважають росіяни (45,3%), нагайбаки (29,4%), казахи (13,6%). Всього в районі проживають представники 12 національностей. Нагайбаки компактно проживають в селищах Кассельський, Требіятський, Астафьєвський, Остроленський, Кужебаєвський і селах Париж, Фершампенуаз.